# Cratere Omar
Omar è un cratere sulla superficie di Encelado.